# Надиев
Нади́ев (укр. Надіїв) — село в Долинской городской общине Калушского района Ивано-Франковской области Украины.
Население по переписи 2001 года составляло 1354 человека. Занимает площадь 23,04 км². Почтовый индекс — 77515. Телефонный код — 3477.